# NanoNAS
NanoNAS je druhá verze distribuce Linuxu NASLite pro počítače založené na architektuře x86 s rozhraním PCI. Celý operační systém se vejde na 3,5" disketu, nabízí způsob používání počítače jako Network-Attached Storage. Podporuje správu souborů klientům se systémem Windows, Linux a Mac OS X. 
K dispozici jsou i ostatní verze, které podporují různé síťové protokoly, nebo zavádění operačního systému z CD-ROM, USB zařízení nebo pevného disku. Všechny verze NASLite a jeho varianty, obsahují GPL a proprietární komponenty. GPL součásti jsou k dispozici koncovému uživateli jako GPL v2. 
NanoNAS běží i na zastaralém hardware, ale vyžaduje minimálně počítač s rozhraním PCI. Další minimální požadavky jsou Pentium, 32 MB RAM, PCI megabitová síťová karta, IDE pevný disk, a konvenční disketová jednotka.